# Andrei Păcuraru
Andrei Păcuraru (* 10. Januar 1923 in Târgu Mureș, Kreis Mureș; † 2002 in Bukarest) war ein rumänischer Politiker der Rumänischen Kommunistischen Partei PCR (Partidul Comunist Român), Physiker und Diplomat, der unter anderem von 1978 bis 1985 Botschafter in der Sozialistisch-Arabischen Volksrepublik Libyen war.

## Leben
Andrei Păcuraru besuchte drei Klassen des Gymnasiums und absolvierte von 1936 bis 1939 eine Berufsausbildung zum Schneider in mehreren Werkstätten in Târgu Mureș, woraufhin er dort bis 1943 als Schneider arbeitete. Im Anschluss absolvierte er von 1943 bis 1945 seinen Militärdienst im 1. Schweren Artillerieregiment (Regimentul I Artilerie Grea). 1945 wurde er Mitglied der damaligen Kommunistischen Partei Rumäniens PCdR (Partidul Comunist din Romania) und besuchte einen Parteilehrgang beim Zentralkomitee (ZK) der PCdR, woraufhin er von 1945 bis 1948 Sekretär der Jugendorganisation Tineretului Progresist im Kreis Mureș war. Nachdem er von 1948 bis 1949 Aktivist des Jugendkomitees der nunmehrigen Rumänischen Arbeiterpartei PMR (Partidul Muncitoresc Român) im Kreis Mureș gewesen war, war er von 1950 bis am 25. September 1953 stellvertretender Leiter der Kanzlei des ZK der PMR sowie anschließend vom 25. September 1953 bis 1968 Leiter der ZK-Abteilung für Kanzleiangelegenheiten der PMR beziehungsweise der 1965 daraus hervorgegangenen Rumänischen Kommunistischen Partei PCR (Partidul Comunist Român). Auf dem Achten Parteitag der PMR (20. bis 26. Juni 1960) wurde er Kandidat des ZK der PMR und behielt diese Funktion bis zum Neunten Parteitag der PCR (19. bis 24. Juli 1965).
1961 wurde Păcuraru Mitglied der Großen Nationalversammlung (Marea Adunare Națională) und vertrat dort zunächst bis 1969 den Wahlkreis Giurgiu in der autonomen ungarischen Region Mureş (Regiunea Mureş Autonomă Maghiară) sowie daraufhin von 1969 bis 1975 den Wahlkreis Halmeu im Kreis Satu Mare. Auf dem Neunten Parteitag der PCR (19. bis 24. Juli 1965) wurde er Mitglied des ZK der PCR und gehörte diesem Gremium bis zum Zehnten Parteitag der PCR (6. bis 12. August 1969) an. Er schloss 1968 ein Fernstudium an der Akademie für Sozial- und Politikwissenschaften „Ștefan Gheorghiu“ ab und war daraufhin von 1968 bis 1969 Leiter der ZK-Abteilung für Kader. Er fungierte von 1969 bis 1973 als Erster Vizepräsident des Komitees für Wirtschaft und Kommunalverwaltung sowie ab dem 9. April 1973 als Leiter der ZK-Abteilung für gesetzliche Angelegenheiten, für Dokumente und Aufzeichnungen von Parteimitgliedern.
1978 war Andrei Păcuraru kurzzeitig Botschafter in der Zentrale des Außenministeriums (Ministerul Afacerilor Externe) und wurde am 7. Juni 1978 als Nachfolger von Nicolae Vereș Botschafter in Sozialistisch-Arabischen Volksrepublik Libyen. Er verblieb auf dem diplomatischen Posten in Tripolis bis zum 25. Januar 1985 und wurde daraufhin von Florea Ristache abgelöst.

### Ehrungen und Auszeichnungen
Für seine langjährigen Verdienste wurde Andrei Păcuraru mehrfach ausgezeichnet und erhielt unter anderem die Medaille zum 5-jährigen Bestehen der Volksrepublik Rumänien (Medalia „A V-a aniversare a Republicii Populare Române“), 1966 den Orden Tudor Vladimirescu Dritter Klasse (Ordinul Tudor Vladimirescu), den Stern der Volksrepublik Rumänien Vierter Klasse (Ordinul Steaua Republicii Populare Române), den Orden 23. August Zweiter Klasse (Ordinul 23 August) sowie den Orden der Arbeit Zweiter Klasse (Ordinul Muncii).